# Ruf BTR2
La Ruf BTR2 pour "Group B Turbo Ruf" est une voiture de sport allemande produite par le constructeur Ruf Automobile.

## Historique
En 1993, Porsche présente sa nouvelle mouture de la 911, le type 993. À l'époque, aucune version turbo n'est à l'étude malgré la demande forte du public. Ruf y voit une opportunité et conçoit la BTR2 qui sera le premier exercice d’implantation d'un turbo dans une 993, deux ans avant la sortie de la 993 Turbo officielle par Porsche en 1995,.
Dix-huit exemplaires seront produits dans les ateliers Ruf, soit sur la base de châssis nu, soit en convertissant un modèle déjà existant entre 1993 et 1997.

## Caractéristiques[4],[3],[5]
La BTR2 reste très proche esthétiquement de la Porsche 993 sur laquelle elle est basée. La carrosserie et les ailes ne sont pas élargies, seuls le spoiler arrière spécifique en "queue de baleine" et un bouclier avant disposant d'une prise d'air plus large la distinguent du modèle originel.
Sous le capot, le moteur 6 cylindres à plat de 3.6L se voit renforcé d'un turbocompresseur de type K27 permettant un gain de 130 ch soit une puissance à 414 ch (309 kW) à 5 000 tr/min pour un couple de 580 N m à 4 800 tr/min.
En plus du turbocompresseur, la préparation moteur Ruf comprend un système d'allumage Bosh Motronic, le remplacement du système d'échappement, des arbres à cames ainsi que l’amélioration du système de refroidissement par l'ajout d'un refroidisseur d'huile et d'un refroidisseur intermédiaire.
Contrairement à la 993 Turbo qui arrivera plus tard, la BTR2 reste une stricte propulsion. Elle est équipée d'une boite de vitesses manuelles à six rapports.
La suspension est renforcée et abaissée de 30 mm, les roues d'origine remplacées par des jantes forgées Ruf de 18 pouces à cinq rayons afin d'accueillir des disques de frein de 320 mm à l'avant et 300 mm à l'arrière.
Esthétiquement, la BTR2 reçoit un bouclier avant spécifique avec des entrées d'air plus larges ainsi qu'un aileron "queue de baleine".
L'intérieur de la BTR2 est très proche de la version d'origine. Un arceau cage et des sièges baquets permettent de les distinguer.
Fiche Technique :
- Moteur : 6 cylindres à plat avec turbocompresseur
- Alésage x Course : ?
- Cylindrée : 3 600 cm3
- Taux de compression :
- Puissance : 414 ch (309 kW) à 5 000 tr/min
- Couple : 580 N m à 4 800 tr/min
- Régime maximal : ?
- Poids à vide : 1 337 kg
- Transmission : manuelle 6 rapports
- Pneus : 235/50/18 AV - 265/35/18 AR
- Disposition : propulsion, moteur arrière

## Performances
Officiellement la BTR2 abat le 0 à 100 km/h en 4,6 secondes et atteint la vitesse maximale de 308 km/h.
Flat 6 Magazine a mesuré 3,9 secondes sur l'exercice du 0 à 100 km/h et 317 km/h en vitesse de pointe.